# Cordillera Huayhuash
Die Cordillera Huayhuash (Ancashino-Quechua Waywash, „Wiesel“) ist ein Gebirgszug in der peruanischen Westkordillere der Anden in Südamerika.
Sie liegt südlich der bekannteren Cordillera Blanca und bildet eine geschlossene Kette mit sechs Gipfeln über 6.000 Metern Meereshöhe und 15 weiteren über 5.400 Meter. Unumstrittener Kulminationspunkt ist der Yerupajá Grande, mit 6.634 Metern der zweithöchste Berg von Peru. Der 6.094 Meter hohe Jirishanca wird auch als das „Matterhorn der Anden“ bezeichnet. Weitere erwähnenswerte Gipfel sind der Siula Grande (6344 m) und der Yerupajá Chico (6121 m). Die Namen der meisten Berge entstammen der Sprache Quechua.
Der Gebirgszug wird vom Río Pativilca nach Westen zum Pazifischen Ozean sowie vom Río Nupe, dem linke Quellfluss des Río Marañón, zum Amazonas hin entwässert. In der Cordillera Huayhuash treffen sich die Verwaltungsregionen Lima, Ancash und Huánuco.
Die Cordillera Huayhuash erstreckt sich in Nord-Süd-Richtung über eine Länge von etwa 30 km und ist infrastrukturtechnisch kaum erschlossen. Größere Orte in direkter Umgebung sind Chiquián, Pacllón, Llamac und Cajatambo. Die etwa 170 km lange Umrundung des Gebietes wird von erfahrenen Trekkern häufig durchgeführt. Südöstlich befindet sich das benachbarte Gebirgsmassiv Cordillera Raura. Im Norden findet der Gebirgszug seine Fortsetzung in der Cordillera Huallanca.

## Berge und Gipfel
Im Folgenden eine Liste von Bergen und Gipfeln in der Cordillera Huayhuash:
| Name (hispanisiert)                      | Name (Quechua)      | Höhe in m |                            | Distrikte                  |
| ---------------------------------------- | ------------------- | --------- | -------------------------- | -------------------------- |
| Yerupajá                                 | Yerupaja            | 6634      | -10.26896 -76.90527 6634   | Jesús, Pacllón, Queropalca |
| Yerupajá Pico Sur / Yerupajá (Südgipfel) |                     | 6515      | -10.27427 -76.90656 6515   | Cajatambo, Jesús, Pacllón  |
| Siula Grande                             | Hatun Siwla         | 6344      | -10.29474 -76.89168 6344   | Cajatambo, Jesús           |
| Sarapo                                   | Sarapu              | 6127      | -10.30434 -76.89454 6127   | Copa, Jesús                |
| Jirishanca                               | Hirishhanka         | 6094      | -10.23697 -76.90527 6094   | Pacllón, Queropalca        |
| Yerupajá Chico                           | Huch'uy Yerupaja    | 6089      | -10.25216 -76.90309 6089   | Pacllón, Queropalca        |
| Rasac                                    | Rasaq               | 6017      | -10.27482 -76.92138 6017   | Copa, Pacllón              |
| Carnicero                                | Pishtaq             | 5960      | -10.308434 -76.881468 5960 | Cajatambo, Jesús           |
| Rondoy                                   | Runtuy              | 5870      | -10.22362 -76.91599 5870   | Pacllón, Queropalca        |
| Yarupajá / Trapecio                      | Yarupaja / Trapecio | 5653      | -10.337327 -76.869097 5653 | Cajatambo, Jesús           |
| Huacshash                                | Waqshash            | 5644      | -10.41197 -76.97487 5644   | Cajatambo                  |
| Ninashanca                               | Ninashanka          | 5605      | -10.21281 -76.91454 5605   | Pacllón, Queropalca        |
| Auxilio                                  | Awkillu             | 5560      | -10.305556 -76.965278 5560 | Copa, Pacllón              |
| Cuyoc                                    | Phuyuq              | 5550      | -10.38433 -76.87519 5550   | Cajatambo                  |
| Huacshan                                 |                     | 5520      | -10.417049 -76.934367 5644 | Cajatambo                  |
| Pumarinri                                | Pumarinri           | 5465      | -10.4062 -76.87717 5465    | Cajatambo                  |
| Puscanturpa                              | Puskanturpa         | 5400      | -10.375312 -76.866326 5400 | Cajatambo, Jesús           |